# Saint-Bénigne
Saint-Bénigne – miejscowość i gmina we Francji, w regionie Owernia-Rodan-Alpy, w departamencie Ain.

## Demografia
Według danych na styczeń 2012 roku gminę zamieszkiwało 1241 osób, a gęstość zaludnienia wynosiła 75,3 osób/km².